# Haarajoki vasútállomás
Haarajoki vasútállomás Finnországban, Järvenpää településen található.

## Vasútvonalak
Az állomást az alábbi vasútvonalak érintik:
- Kerava–Lahti-vasútvonal

## Kapcsolódó állomások
A vasútállomáshoz az alábbi állomások vannak a legközelebb:
- Kytömaa railway station (Kerava–Lahti-vasútvonal, dél)
- Mäntsälä vasútállomás (Kouvola vasútállomás, észak, Z Helsinki - Lahti)
- Kerava vasútállomás (Helsinki Central, Z Helsinki - Lahti)